# Dziobowal europejski
Dziobowal europejski, wal europejski (Mesoplodon europaeus) – gatunek ssaka morskiego z rodziny zyfiowatych (Ziphiidae).

## Taksonomia
Gatunek po raz pierwszy zgodnie z zasadami nazewnictwa binominalnego opisał w 1855 francuski paleontolog Paul Gervais nadając mu nazwę Dioplodon europæus (Gervais użył tej nazwy wcześniej, lecz nie podał diagnozy dlatego stanowiła nomen nudum). Holotyp pochodził z kanału La Manche. Okazem typowym była czaszka pochodząca od osobnika unoszącego się na wodzie zabitego wcześniej harpunem i odzyskana przez kapitana; została zdeponowana w muzeum w Caen przez Eugène’a Eudes-Deslongchampsa.
Autorzy Illustrated Checklist of the Mammals of the World uznają ten gatunek za monotypowy. 

### Etymologia
- Mesoplodon: gr. μεσος mesos „środkowy”; oπλα opla „uzbrojenie”; οδους odous, οδοντος odontos „ząb”[18].
- europaeus: łac. Europaeus „europejski”, od Europa lub Europe „Europa”[19].

## Zasięg występowania
Dziobowal europejski występuje w podzwrotnikowych i tropikalnych wodach Oceanu Atlantyckiego od północnych Stanów Zjednoczonych do Brazylii i od Irlandii do Gwinei Bissau; być może aż do Urugwaju na zachodzie i być może aż do Angoli na wschodzie. Sporadyczne obserwacje w wodach umiarkowanych mogą reprezentować zabłąkane osobniki.

## Morfologia
Długość ciała 420–485 cm; oczekiwana masa ciała około 800 kg. Dziobowal europejski jest jednym z niewielu gatunków zyfiowatych, w których samice są większe od samców, chociaż różnica ta jest stosunkowo niewielka: samice są tylko o 6% dłuższe od samców. Średniej wielkości przedstawiciel rodzaju Mesoplodon. Zarówno u samców jak i samic, schowane w dziąsłach zęby w regularnie prostych szczękach są prawie niewidoczne. Stosunkowo mała głowa, zakończona długim dziobem. Niewielki garb tłuszczowy oraz lekko zakrzywiona płetwa grzbietowa. Grzbiet koloru ciemnoszarego lub nawet matowoczarnego. Podbrzusze jaśniejsze, od białego po jaśniejsze odcienie szarości. Samice mają charakterystyczne jaśniejsze okolice genitaliów oraz ciemne obwódki wokół oczu. Młode tuż po porodzie są szarawe, gdyż zwierzęta te ciemnieją w miarę upływu lat, aż do osiągnięcia dojrzałości płciowej. Często na ciele samców wali europejskich widoczne są jasne blizny, prawdopodobnie spowodowane atakami rekinów lub starciami z innymi osobnikami tej samej płci.

## Ekologia
Potomstwo tuż po porodzie mierzy około 2,1 metra. Najstarszy osobnik wyrzucony na brzeg miał ponad 48 lat, dlatego górną granicę wieku określa się na około 45-50 lat. 

### Zachowanie
Ze względu na rzadkość tego walenia mało wiadomo na temat jego zachowania i trybu życia. Zazwyczaj nie schodzi poniżej 80–100 m pod powierzchnię, choć według niektórych badań preferuje głębokie wody. Hipoteza ta nie jest jednak potwierdzona obserwacjami. Żyje w małych stadach lub w parach. Niekiedy wale europejskie zaplątują się w sieci rybackie, co najczęściej prowadzi do ich śmierci. Głównym składnikiem pokarmu są kałamarnice.

## Stan zagrożenia i wielkość populacji
W Czerwonej księdze gatunków zagrożonych Międzynarodowej Unii Ochrony Przyrody i Jej Zasobów został zaliczony do kategorii LC (ang. least concern „najmniejszej troski”). Zwierzę to jest stosunkowo rzadkie. Ze względu na brak danych, nie ustalono stopnia zagrożenia. Od 1998 roku nie zaobserwowano żadnego żywego osobnika, poza 10 zwierzętami wyrzuconymi na ląd.